# Eucoryphus brunneri
Eucoryphus brunneri är en tvåvingeart som beskrevs av Josef Mik 1869. Eucoryphus brunneri ingår i släktet Eucoryphus och familjen styltflugor. Inga underarter finns listade i Catalogue of Life.